# Даб-техно
Даб-техно (англ. Dub-Techno) — підстиль дабтроніки, що поєднує в собі біт мінімал-техно, ритмічне «атмосферне» звучання ембієнту, і реверберацію, притаманну даб-музиці.
Для даб-техно характерно те, що велика кількість релізів випускаються на мережевих лейблах і поширюються під ліцензією Creative Commons.

## Лейбли
- Adeptlabel [Архівовано 12 серпня 2016 у Wayback Machine.]
- Deep in Dub [Архівовано 9 серпня 2016 у Wayback Machine.]
- Instabil
- Load And Clear [Архівовано 30 липня 2016 у Wayback Machine.]
- Qunabu
- Schall-netlabel [Архівовано 16 травня 2017 у Wayback Machine.]
- Thinner [Архівовано 3 серпня 2016 у Wayback Machine.]
- Simphonic Silence Inside [Архівовано 31 серпня 2016 у Wayback Machine.]

## Радіо
- Anima Amoris [Архівовано 7 серпня 2016 у Wayback Machine.]
- Deepmix [Архівовано 2 серпня 2016 у Wayback Machine.]
- Infusio
- Subflow
- DPStation

## Даб-техно в кіно
- Квадрат (фільм) — документальний фільм про реалії діджейства, що містить даб-техно